# 孙姬 (陈后主)
孙姬（？—573年），中国南北朝南朝陈后主陈叔宝的妃嫔。
孙姬是陈叔宝少年时候的侍妾，在东宫服侍太子陈叔宝。太建五年（573年）二月乙丑，孙姬在东宫出生陈胤，因难产而死，太子妃沈婺华心生怜悯，收养陈胤。陈宣帝就将陈胤当成嫡孙看待，陈叔宝即位后，立陈胤为太子。